# Roy Bhairabi
Roy Bhairabi (* 2. Februar 1995) ist eine indische Dreispringerin.

## Sportliche Laufbahn
Erste internationale Erfahrungen sammelte Roy Bhairabi bei den Südasienspielen 2019 in Kathmandu, bei denen sie mit einem Sprung auf 12,77 m die Bronzemedaille hinter den beiden Srilankerinnen Hashini Prabodha und Vidusha Lakshani gewann.
2019 wurde Bhairabi indische Meisterin im Dreisprung.

## Persönliche Bestleistungen
- Weitsprung: 6,06 m (+0,3 m/s), 22. August 2019 in Pune
- Dreisprung: 13,24 m (0,0 m/s), 28. Juni 2018 in Guwahati